# Aiki
Aiki（1989年9月7日—），本名姜惠仁（音譯），是韓國舞者。2019年與舞者Coco組成團隊All Ready參加美國國家廣播公司舉行的世界舞蹈大賽獲得第四名的佳績，並於2020年MBC電視台的節目《玩什麼好呢》的企劃環節中，獲選退貨遠征隊出道主打曲目DON'T TOUCH ME的編舞者而廣為人知。
2021年帶領團隊HOOK參加Mnet電視台的節目《Street Woman Fighter》獲得第二名，陸續受邀擔任《放學後的心動》及《Street Dance Girls Fighter》等節目的舞蹈導師。

## 經歷
Aiki中學三年級時因為想要減肥而報名舞蹈學院，正式開始學習舞蹈，主要練習的項目為拉丁舞。24歲時與透過相親認識的初戀男友完婚，育有一女，在結婚生子後，Aiki並沒有就此放棄跳舞的夢想，2014年因緣際會開始在社區跳有氧健身操，持續以跳舞為人生志向。2016年和舞者Coco成立舞蹈雙人組合「All Ready」，開拓了結合拉丁舞和街舞兩種風格的混合舞蹈，並於2019年遠赴美國參加國家廣播公司舉行的世界舞蹈大賽，獲得成人組第四名的佳績，實力獲得認可。
2020年以「All Ready」成員的身分受邀出演劉在錫主持的節目《劉QUIZ ON THE BLOCK》，接著帶領團隊「HOOK」挑戰MBC電視台的節目《玩什麼好呢》的企劃環節，以獲選為退貨遠征隊出道主打曲目DON'T TOUCH ME編舞而受到大眾矚目。後續受邀錄製《黃金漁場 Radio Star》、《喜劇大聯盟》及《柳喜烈的寫生簿》等熱門綜藝節目。
2021年4月和經紀公司ESteem簽定專屬合約，8月帶領團隊「HOOK」參加Mnet電視台的舞蹈生存節目《Street Woman Fighter》，最終獲得第二名的成績，因人氣直線上升，獲得許多廣告代言。在知名度及專業度兼具的條件下，受邀擔任MBC電視台的選秀節目《放學後的心動》的舞蹈導師，並於《全知干預視角》節目上公開擔任導師工作和家庭日常生活的細節。而在Mnet電視台趁勢推出的少女版舞蹈生存節目《Street Dance Girls Fighter》中，Aiki與《Street Woman Fighter》節目其他七隊的領隊皆帶領部分成員擔任少女們的舞蹈導師及評審。在韓國民眾對舞者感到好奇的氛圍下，陸續與其他領隊一同錄製《驚人的星期六》、《Running Man》及《認識的哥哥》等綜藝節目講述自身成為舞者的故事。年末時與節目《Street Woman Fighter》的其他舞者及李孝利一同在2021Mnet亞洲音樂大獎展現不同以往的大型合作舞台。
2022年1月接受MAMAMOO成員玟星委託其個人專輯《6equence》主打曲目LUNATIC的編舞，展現歌曲所欲傳達的故事。亦出演了tvN電視台的《不會傷害你 X SWF》和《山友都市女人們》等綜藝節目，並受到JTBC電視台邀請擔任試播節目《非常私人的關係-我們之間》的主持人，開啟擔任電視節目主持人的新生涯發展。

## 影視作品

### 綜藝節目
| 日期   | 電視台 | 節目                           | 備注       |
| ------ | ------ | ------------------------------ | ---------- |
| 2021年 | Mnet   | 《Street Woman Fighter》       | 參賽者     |
| 2021年 | MBC    | 《放學後的心動》               | 導師       |
| 2021年 | Mnet   | 《Street Dance Girls Fighter》 | 導師、評審 |
| 2022年 | tvN    | 《不會傷害你 X SWF》           | 成員       |
| 2022年 | JTBC   | 《非常私人的關係-我們之間》    | 主持人     |
| 2022年 | Mnet   | 《Anybody Can Dance》          | 導師       |
| 2022年 | JTBC   | 《Fly to the Dance》           | 固定成員   |
| 2023年 | JTBC   | 《R U Next?》                  | 導師       |

### 電台節目
| 年份   | 電視台     | 節目                 | 備註   |
| ------ | ---------- | -------------------- | ------ |
| 2022年 | NAVER NOW. | 《Aiki's Thumbs Up》 | 主持人 |

### 戲劇
| 年份 | 平台    | 劇名         | 角色 | 角色     |
| ---- | ------- | ------------ | ---- | -------- |
| 2023 | Netflix | 《絕世網紅》 |      | 特別出演 |

### 音樂錄影帶
| 發佈日期      | 歌曲名稱 | 歌手   | 備註 |
| ------------- | -------- | ------ | ---- |
| 2023年9月21日 | Respect  | 安信愛 |      |

## 外部連結
- Aiki的Instagram帳戶
- Aiki的TikTok
- YouTube上的Aiki頻道
- Aiki的抖音账号
- Aiki的小红书账号